# Preferentially Expressed Antigen in Melanoma
PRAME (englisch Preferentially Expressed Antigen in Melanoma ‚bevorzugt exprimiertes Antigen in Melanomen‘), auch Opa-interacting protein 4, CT130 und MAPE, ist ein Protein und Tumorantigen aus der Gruppe der Cancer/Testis Antigens.

## Eigenschaften
PRAME hat eine Länge von 509 Aminosäuren und eine Masse von 57.890 Da. Es ist N-terminal an den Serinen der Positionen 9 und 16 phosphoryliert. Weiterhin besitzt PRAME vier Leucine-rich Repeats (Positionen 323 – 343, 350 – 371, 379 – 400, 407 – 427). Am C-Terminus liegt eine RARA-bindendes Sequenzmotiv. Es hemmt RARA und bindet an den Retinsäure-Rezeptor. PRAME hemmt die Apoptose und die Zelldifferenzierung. Vermutlich ist es an der malignen Transformation beteiligt. Jedoch induziert es die Genexpression von E-Cadherin und hemmt die Metastasierung von Adenokarzinomen der Lunge. Zudem fördert es die Apoptose und hemmt die Zellteilung in Leukämie. PRAME kommt als Tumorantigen kaum in gesunden Zellen vor (außer in immunprivilegierten Spermatozyten), wird aber oftmals in verschiedenen Tumoren exprimiert, z. B. Melanomen, Ovarialkarzinomen und Seminomen. Weiterhin tritt es im Gegensatz zu den meisten Cancer/Testis Antigens auch bei Leukämie auf (als nicht-solider Tumor). PRAME ist ein Zielantigen bei der Entwicklung von Krebsimpfstoffen und Krebsimmuntherapien mit adoptivem Zelltransfer.